# Meathook Seed
Meathook Seed est un groupe de metal industriel formé de la collaboration de Mitch Harris (Napalm Death) avec deux membres d'Obituary (Trevor Perez et Donald Tardy). En 1993, le trio sort Embedded, un premier album très orienté metal industriel. Harris continuera l'aventure sans les membres d'Obituary avec un album beaucoup plus proche de l'univers de Killing Joke. Pour l'enregistrer il fera appel au bassiste de Napalm Death, Shane Embury, ainsi qu'à un chanteur français, Christophe Lamouret, alors membre du groupe Out. Le groupe se sépare en 1999.

## Biographie
Le groupe est formé en 1992 comme projet parallèle de Napalm Death et Obituary. Le premier album du groupe, Embedded, est publié le 16 novembre 1993 au label Earache Records,. Le groupe comprend à cette période de Harris, et de Donald Tardy et Trevor Peres, membres de Obituary. Peres, guitariste d'Obituary, endosse le rôle de chanteur. L'album comprend deux chansons instrumentales : Embedded et Sea of Tranquility, la dernière durant 14 minutes se composant de sons électroniques et de samples de Shane Embury (de l'ère Napalm Death) et Steve Guney.
En 1999, Meathook Seed publie son second album Basic Instructions Before Leaving Earth (B.I.B.L.E.), enregistré par Paul « Bag » Siddens et Si Reeves aux Framework Studios de Birmingham. Avec les membres d'Obituary remplacés, le groupe s'oriente plus vers du rock industriel. Le chanteur du groupe français Out, Christophe Lamouret, endosse le rôle de chanteur, l'ancien batteur de Benediction, Ian Treacy, joue les percussions, et le bassiste de Napalm Death, Shane Embury, joue de la basse. Un guitariste de session, Russ Russell, est aussi recruté. En 2008, l'album Embedded est réédité par Earache Records.

## Anciens membres
- Mitch Harris - guitare, programmation
- Christophe Lamouret - chant
- Ian Treacy - batterie, percussions
- Shane Embury - basse
- Russ Russell - guitare
- Donald Tardy - batterie
- Trevor Peres - chant